# Sergiusz Pinkwart
Sergiusz Pinkwart (ur. 22 maja 1973 w Warszawie) – polski pisarz, podróżnik, bloger podróżniczy, muzyk klasyczny. Autor powieści, książek dla dzieci, przewodników turystycznych, dziennikarz telewizyjny, radiowy i prasowy.

## Życiorys
Ukończył Akademię Muzyczną im. Fryderyka Chopina w Warszawie. Od 1994 przez kilkanaście lat łączył karierę muzyczną jako altowiolista w Orkiestrze Polskiego Radia w Warszawie i w Teatrze Muzycznym ROMA z pracą dziennikarską jako szef działów zagranicznych magazynów Viva!, Gala, PANI. Specjalizował się w wywiadach z aktorami, muzykami, filmowcami, politykami, których przeprowadził kilkaset. Jako pisarz zadebiutował w 1987 roku opowiadaniami w zbiorze Bajki tatrzańskie : dzieci dzieciom, książce, którą opracował literacko jego ojciec, a zilustrował Juliusz Kulesza. Sergiusz Pinkwart pisze książki dla dzieci, młodzieży oraz dorosłych. Według jego książek Zaczarowana Wigilia i Podróże z fantazją powstały sztuki teatralne dla dzieci. Był redaktorem naczelnym, a potem wydawcą magazynu Turystyka24. Felietonista Read&Fly Magazine oraz anglojęzycznego The First News. Po zakończeniu kariery muzycznej współpracuje z Teatrem Muzycznym ROMA jako pisarz i badacz historii tej instytucji kulturalnej. Od 2013 prowadzi bloga podróżniczego Keep Calm And Travel. W Polskim Radiu w latach 2017-2023 prowadził audycję podróżniczą Dziecko w drodze. Książka Gambia. Kraina uśmiechu wydana nakładem wydawnictwa National Geographic została nagrodzona w 2015 główną nagrodą Magellana, przyznawaną przez Magazyn Literacki „Książki”, dla najlepszego przewodnika ilustrowanego podczas Międzynarodowych Targów Książki w Warszawie. Od 2018 roku razem z Magdaleną Pinkwart prowadzi koncerty finałowe Wielkiej Orkiestry Świątecznej Pomocy w Liverpoolu. 25 czerwca 2021 otrzymał kolejną Nagrodę Magellana za przewodnik Wyspy Owcze z pierwszej ręki. Praktyczny przewodnik turystyczny. Od 2024 roku pracuje jako korespondent z Wielkiej Brytanii dla TVP Polonia.

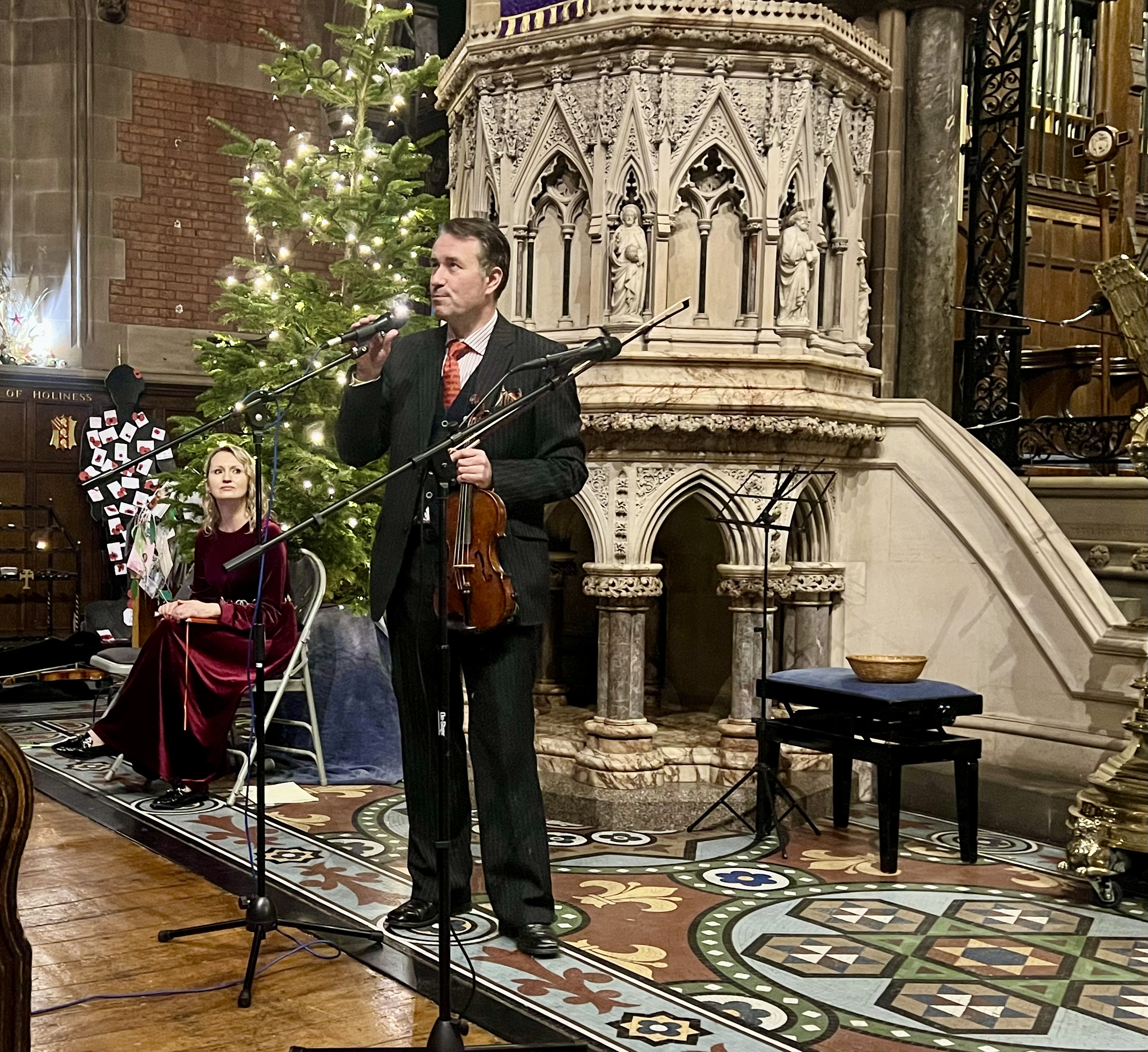
Sergiusz Pinkwart podczas Koncertu Charytatywnego w Wielkiej Brytanii (grudzień 2024).

## Życie prywatne
Syn Macieja Pinkwarta, pisarza, historyka Zakopanego. Brat Joanny Pinkwart. Żonaty z dziennikarką Magdaleną Pinkwart, ojciec czworga dzieci: Wiktora, Liwii, Wilhelma i Lary. W 2015 wyemigrował do Wielkiej Brytanii. Mieszka i pracuje w Liverpoolu. Działa społecznie w organizacjach polonijnych hrabstwa Merseyside. 

## Książki
- Bajki tatrzańskie: dzieci dzieciom, Wydawnictwo PTTK Kraj, 1987 (praca zbiorowa) ISBN 83-7005-157-X
- Nagrania Stefana Kamasy w Archiwum Polskiego Radia, praca naukowa w Zeszyty Naukowe / Akademia Muzyczna im. Fryderyka Chopina w Warszawie, 1997[23]
- Cień Kilimandżaro, Wydawnictwo Albatros, 2010 ISBN 978-83-7659-165-0
- Les Miserables. Narodziny sztuki, Wydawnictwo Teatru Muzycznego ROMA, 2011 ISBN 978-83-922988-1-6
- Podróże z fantazją. Bajka muzyczna, Wydawnictwo Akapit-Press, 2011
- Zaczarowana Wigilia, Wydawnictwo Akapit-Press, 2011
- Tata reporter, Wydawnictwo Akapit-Press, 2011
- Klub Racjonalistek, Wydawnictwo Albatros, 2013 ISBN 978-83-7659-723-2
- Tutaj drzwi trzeba otwierać powoli, Wydawnictwo Stowarzyszenie Szkoła Liderów, 2013 (praca zbiorowa)
- Gambia. Kraina uśmiechu, Wydawnictwo National Geographic, 2014[24] ISBN 978-83-7596-493-6
- Drakulcio ma kłopoty. Urodzinowa katastrofa, Wydawnictwo Akapit-Press, 2015 ISBN 978-83-64379-57-4
- Drakulcio ma kłopoty. Mecz stulecia, Wydawnictwo Akapit-Press, 2015 ISBN 978-83-64379-82-6
- Kulinarne podróże po Chorwacji, Wydawnictwo National Geographic, 2015 (współautor z Anna Olej-Kobus, Krzysztof Kobus, Magdalena Pinkwart)[25]
- Drakulcio ma kłopoty. Klątwa faraona, Wydawnictwo Akapit-Press, 2016 ISBN 978-83-65345-01-1
- Gdańsk. Przewodnik Turystyczny, Wydawnictwo: Urząd Miejski w Gdańsku, Gdańska Organizacja Turystyczna, 2017[26]
- Drakulcio ma kłopoty. Mistrz jazdy na krechę, Wydawnictwo Akapit-Press, 2017
- Drakulcio ma kłopoty. Włoska awantura, Wydawnictwo Akapit-Press, 2017 ISBN 978-83-65345-71-4
- Straszliwa historia w obrazkach, Wydawnictwo Akapit-Press, 2017[27] ISBN 978-83-65345-07-3
- Maria Czubaszek. Ostatni dymek, Wydawnictwo Czerwone i Czarne, 2017[28][29]
- Pati i Jędrek mali strażnicy Tatr. Na górskim szlaku, Wydawnictwo Tatrzański Park Narodowy, 2017 ISBN 978-83-61788-80-5 (współautor Lidia Długołęcka-Pinkwart, ilustracje Zuzanna Orlińska)
- Mikołaj i dziewczyna z gwiazd, Wydawnictwo Akapit-Press, 2017[30]
- Drakulcio ma kłopoty. Jak zjeść francuską żabę, Wydawnictwo Akapit-Press, 2018
- Warto marzyć, Wydawnictwo Teatru Muzycznego ROMA, 2019
- Wyspy Owcze z pierwszej ręki. Praktyczny przewodnik turystyczny, Wydawnictwo Lara Books, 2020, ISBN 978-83-955818-0-9 (współautor z Sabiną Poulsen)

## Filmografia – wykonanie muzyki
- Romeo i Julia, spektakl telewizyjny, 2004
- Supermarket, spektakl telewizyjny, 2012
- Big Love, film fabularny, 2012[31]

## Nagrody i wyróżnienia
- 2014 główna nagroda Magellana w kategorii Najlepszy przewodnik ilustrowany za książkę Gambia. Kraina uśmiechu, Wydawnictwo National Geographic[32].
- 2019 nagroda Stowarzyszenia Dziennikarzy Podróżników Globtroter za najlepsze publikacje turystyczne roku[33].
- 2021 nagroda Magellana w kategorii Najlepszy przewodnik ilustrowany za książkę Wyspy Owcze z pierwszej ręki. Praktyczny przewodnik turystyczny, Wydawnictwo Lara Books[34].